# Cuartero
Cuartero (Bayan ng Cuartero) är en kommun i Filippinerna. Kommunen ligger på ön Panay, och tillhör provinsen Capiz. Folkmängden uppgår till 24 286 invånare.

## Barangayer
Cuartero är indelat i 22 barangayer.
| - Agcabugao - Agdahon - Agnaga - Angub - Balingasag - Bito-on Ilawod - Bito-on Ilaya - Bun-od - Carataya - Lunayan - Mahunodhunod | - Maindang - Mainit - Malagab-i - Nagba - Poblacion Ilawod - Poblacion Ilaya - Poblacion Takas - Puti-an - San Antonio - Sinabsaban - Mahabang Sapa |